# Yuya Yoshizawa
Yuya Yoshizawa (født 20. april 1986) er en tidligere japansk fodboldspiller.
Han har spillet for flere forskellige klubber i sin karriere, herunder Kashima Antlers.